# Cubieboard
CubieBoard — серия материнских плат, продающихся в качестве одноплатного компьютера. CubieBoard является открытым аппаратным обеспечением. Производится в городе Шэньчжэнь, провинции Гуандун, Китай. Первый прототип платы начал продаваться на международном уровне в сентябре 2012 года, а серийную версию начали продавать в октябре того же года.

## Модели
Есть следующие модели плат CubieBoard:
- CubieBoard1
- CubieBoard2
- CubieBoard2-DualCard
- CubieBoard3 (CubieTruck)
- CubieBoard4 (CC-A80)[3]
- CubieBoard5 (CubieTruck Plus)
- CubieAIO-A20
- CubieBoard6[4]
- CubieBoard7 (Actions Semi S700, 4×Cortex-A53, 2 GB RAM, 8 GB eMMC)[5]

### Спецификации плат

#### CubieBoard1
Материнская плата использует возможности Allwinner A10
- Allwinner A10 SoC (ARM Cortex A8 @ 1 ГГц процессор, с Mali 400MP GPU и CedarX VPU способен декодировать видео 2160p quadHD).
- 512Мб (бета-версия) или 1 Гб (заключительный) DDR3
- 4 Гб встроенной NAND Flash, 1x MicroSD слот, 1x SATA порт.
- HDMI выход 1080p
- 10/100 Ethernet разъем
- 2x USB Host, 1x USB OTG , 1x CIR .
- 96 контактов расширения I²C, SPI, LVDS, CSI/TS, FM-IN, ADC, CVBS, VGA, SPDIF-OUT, R-TP и т. д.
- Размеры: 10 см х 6 см

#### CubieBoard2
Вторая версия продаётся с июня 2013 года. Отличие заключается в установке новой версии SoC AllWinner A20 ARM Cortex-A7 Dual-Core. Благодаря соответствию контактной площадки AllWinner A20 с предыдущим чипом AllWinner A10, не потребовалось переделывать топологию печатной платы.

#### CubieBoard3 (CubieTruck)
Третья версия материнской платы получила название Cubietruck. В продажу на мировом уровне вышла 30 октября 2013 года.
- AllWinnerTech SOC A20, ARM® Cortex™-A7 Dual-Core, ARM® Mali400 MP2 с поддержкой OpenGL ES 2.0/1.1
- 1GB/2GB DDR3@480 MHz (960MTPS)
- HDMI&VGA 1080P display output on-board
- 10M/100M/1G Ethernet
- Wifi+BT беспроводное соединение с бортовой антеной
- SATA 2.0 интерфейс с поддержкой 2.5' HDD, (или 3.5' HDD, но с внешним питанием 12 В)
- Память: NAND + MicroSD, или TSD + MicroSD, или 2×MicroSD
- 2×USB HOST, 1×OTG, 1×Toslink (SPDIF Optical), 1×IR, 4×LED, 1×наушники, 3×кнопки
- Питание: DC5V @ 2.5A with HDD
- 54 контакта расширения I2S, I2C, SPI, CVBS, LRADC x2,UART, PS2, PWM×2, TS/CSI, IRDA, LINEIN&FMIN&MICIN, TVIN×4
- Размеры: 11см×8см×1.4мм

## Операционные системы
CubieBoard поддерживает операционные системы из семейств GNU/Linux и, в отдельности, FreeBSD. На плату можно установить такие дистрибутивы, как:
- Android TV
- Android
- Ubuntu Linux
- Lubuntu
- Kodi
- Arch Linux ARM[9]
- Fedora[10]
- Debian
- Armbian
- Gentoo
- openSUSE